# موریتز فون شویند
موریتز فون شویند (به آلمانی: Moritz von Schwind) نقاش اتریشی مکتب رمانتیسم بود که آثار شاعرانه‌اش از فولکلور، شوالیه‌گری و ترانه‌های عامیانه مایه می‌گرفت.

## نگارخانه

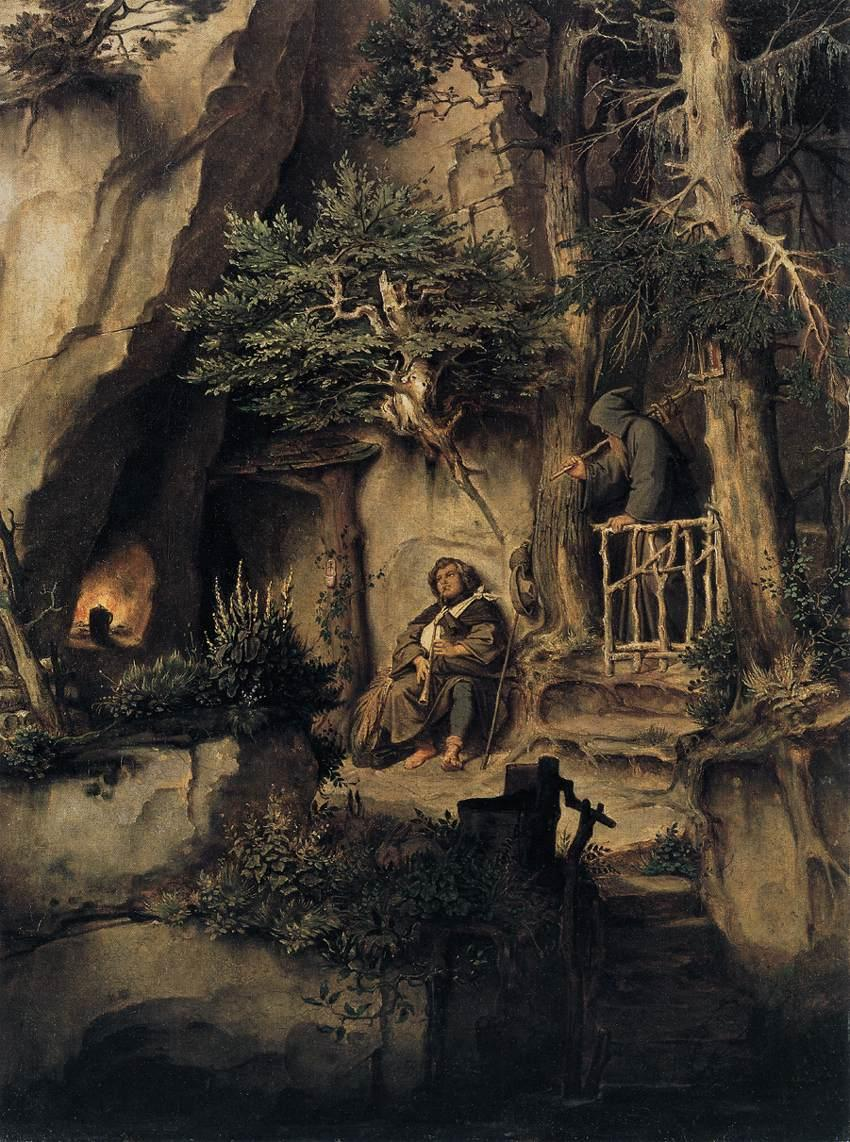
A Player with a Hermit
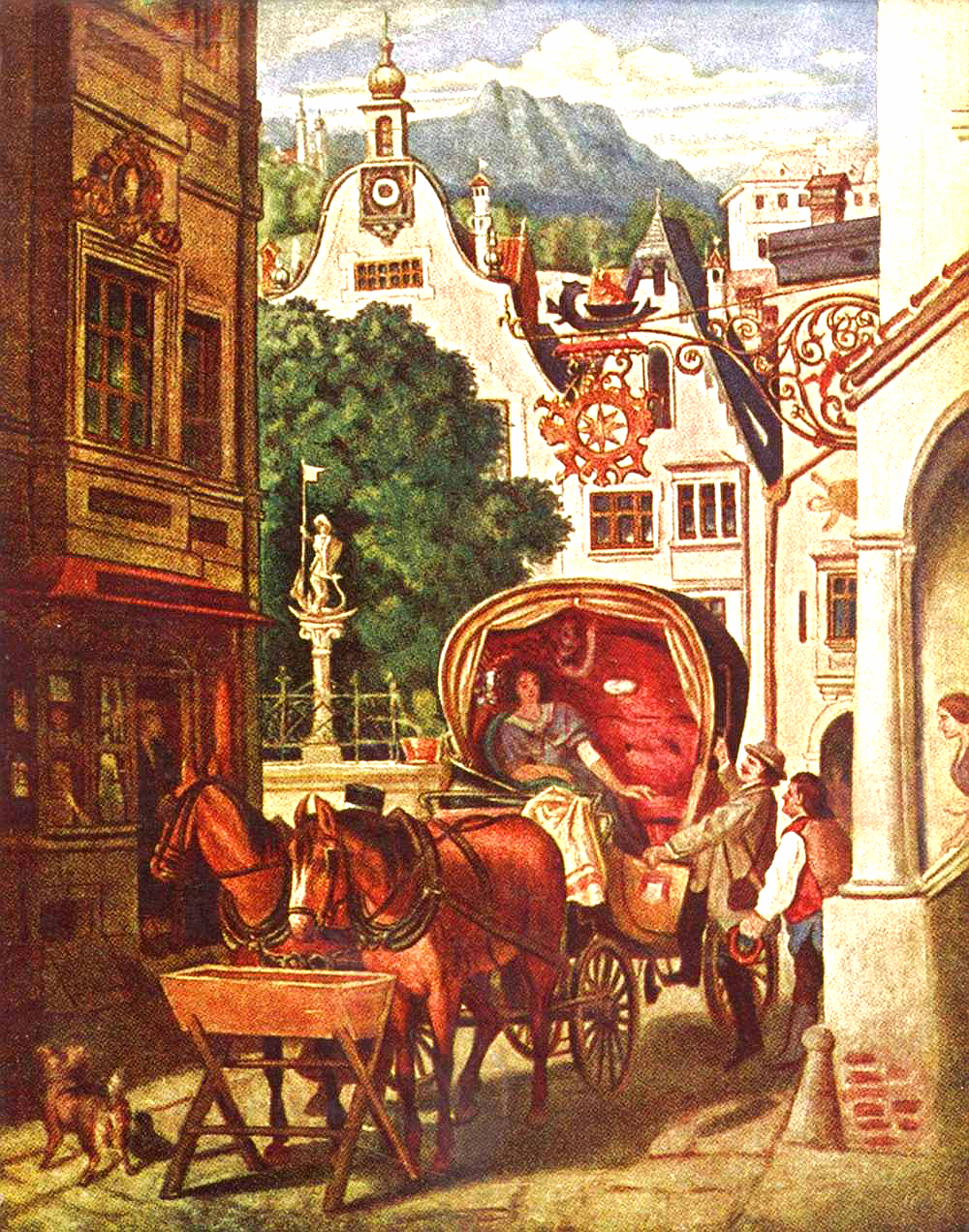
Honey moon, 1867.
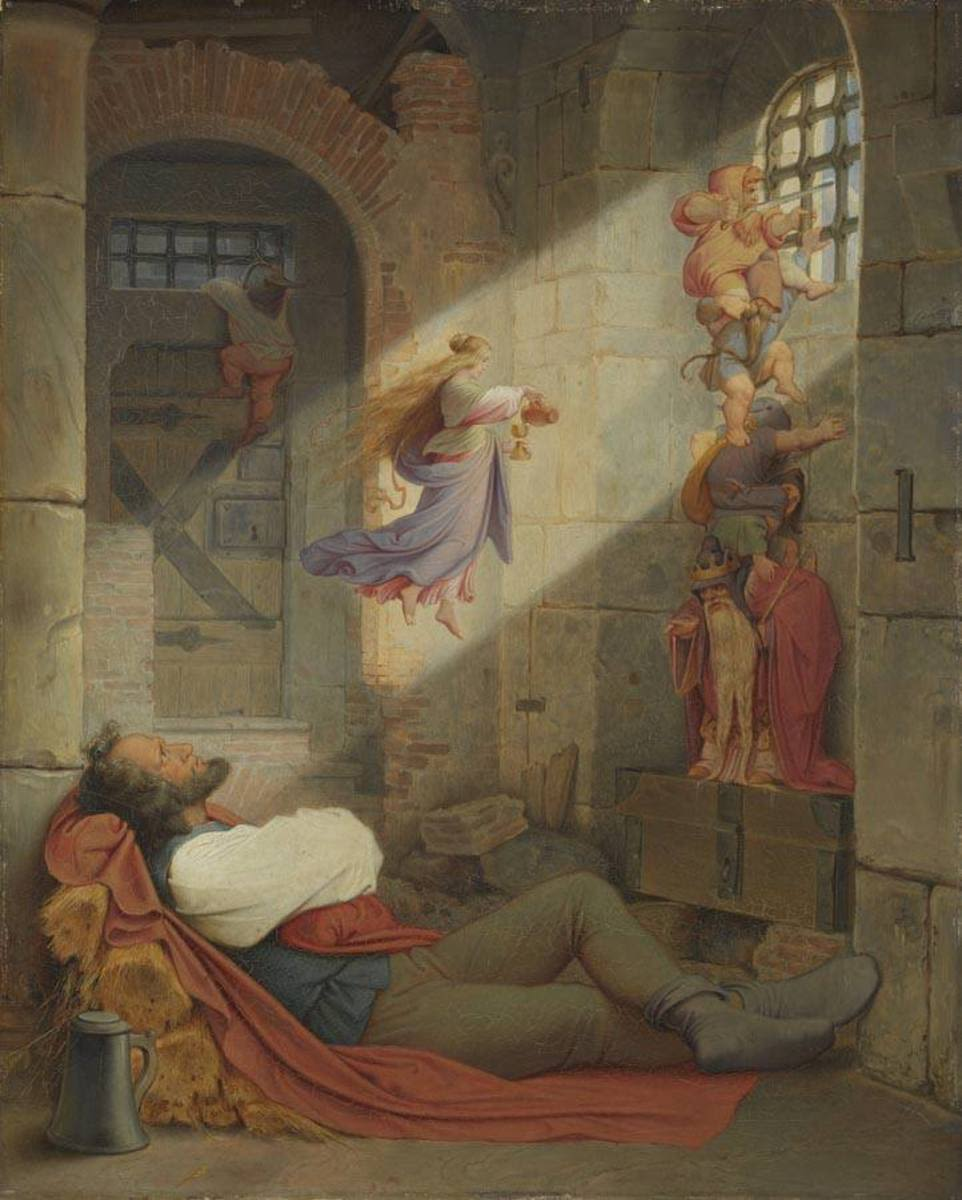
The prisoner's dream
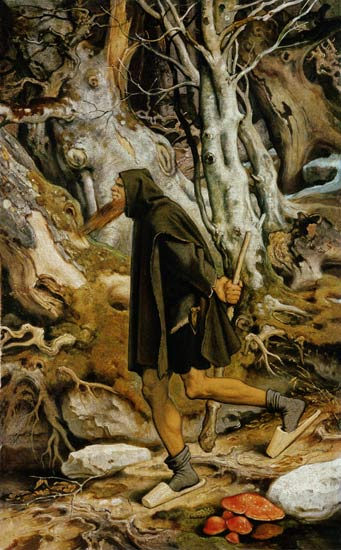
Rübezahl
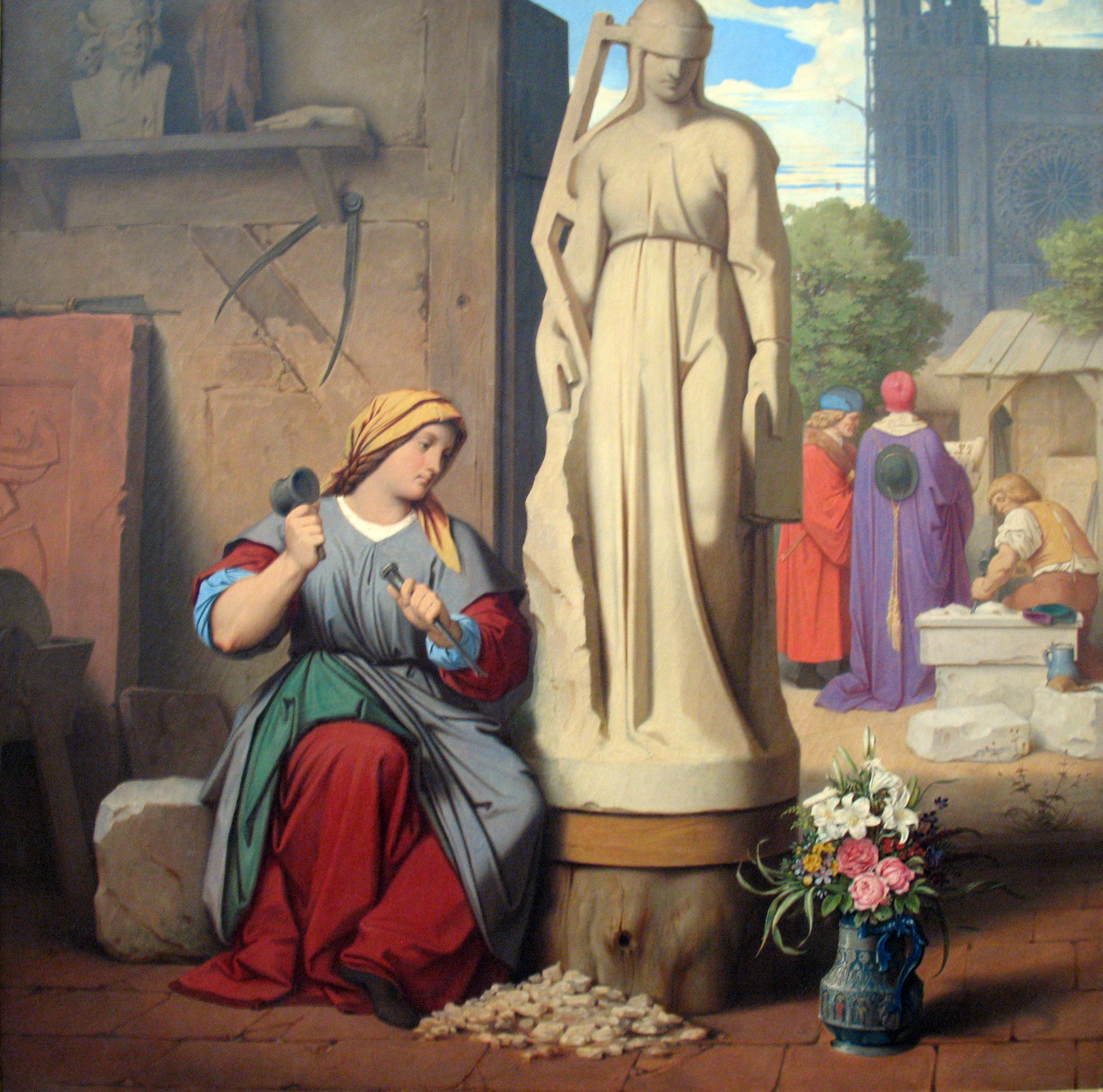
Sabina of Steinbach
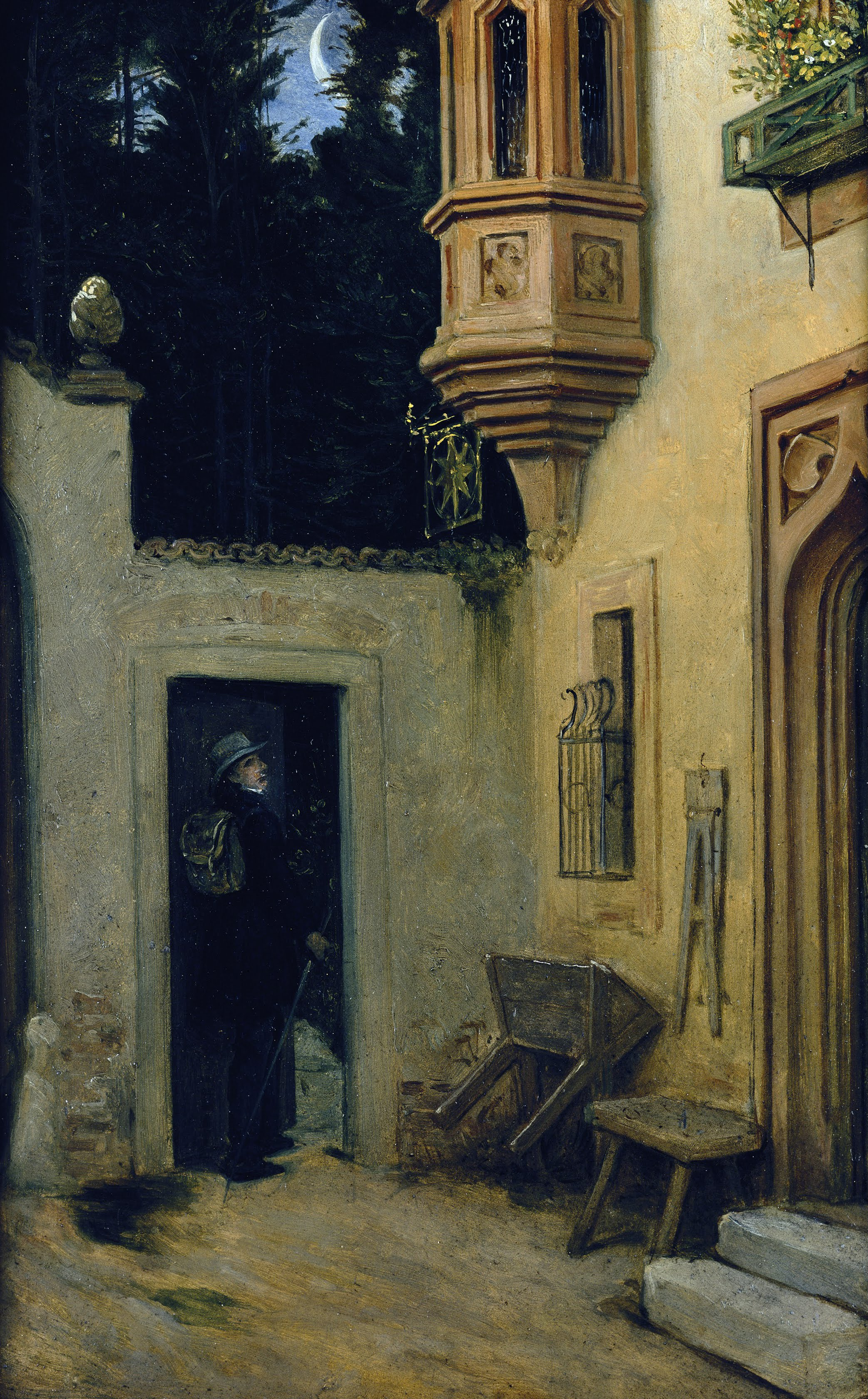
Abschied im Morgengrauen
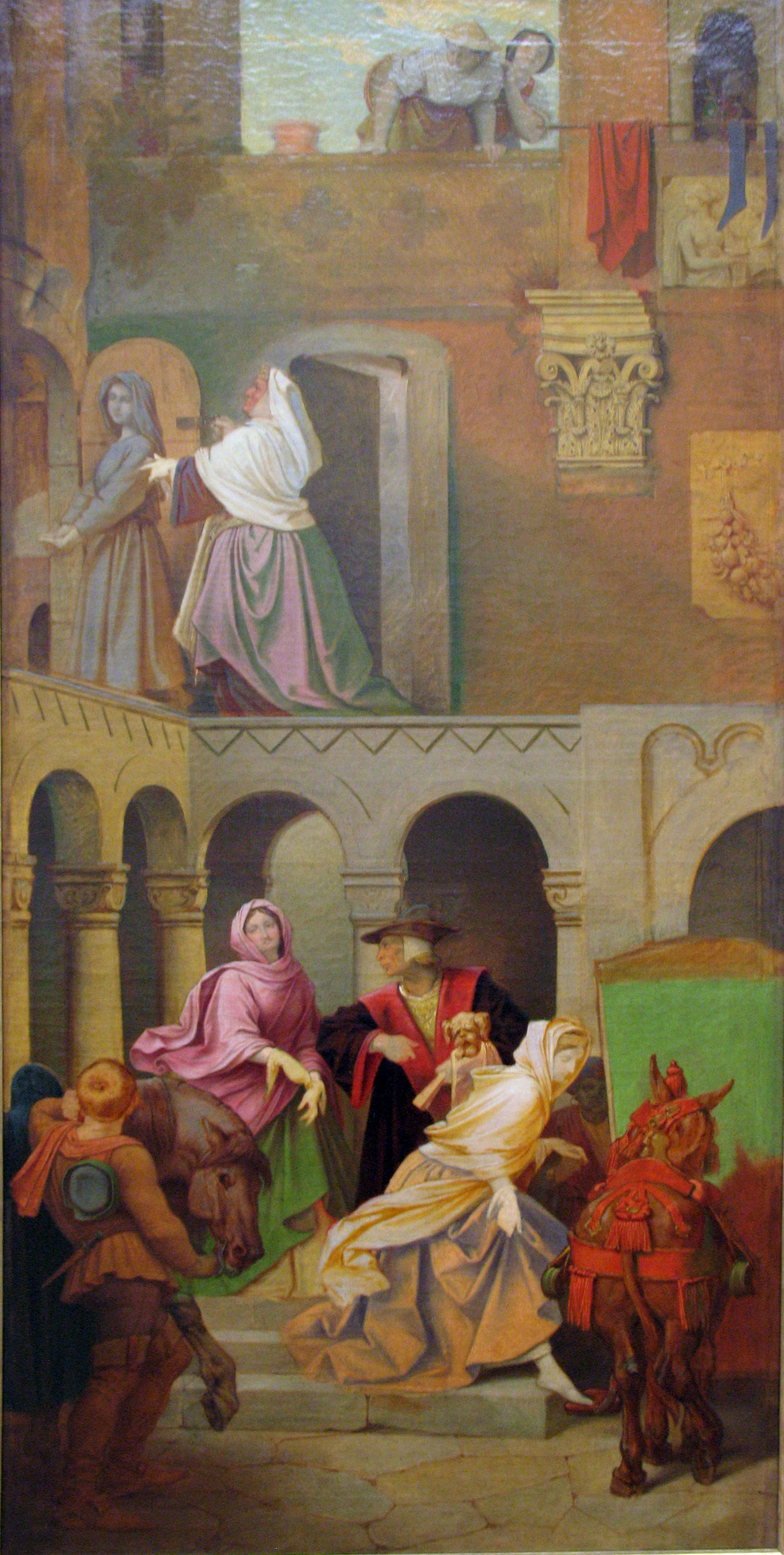
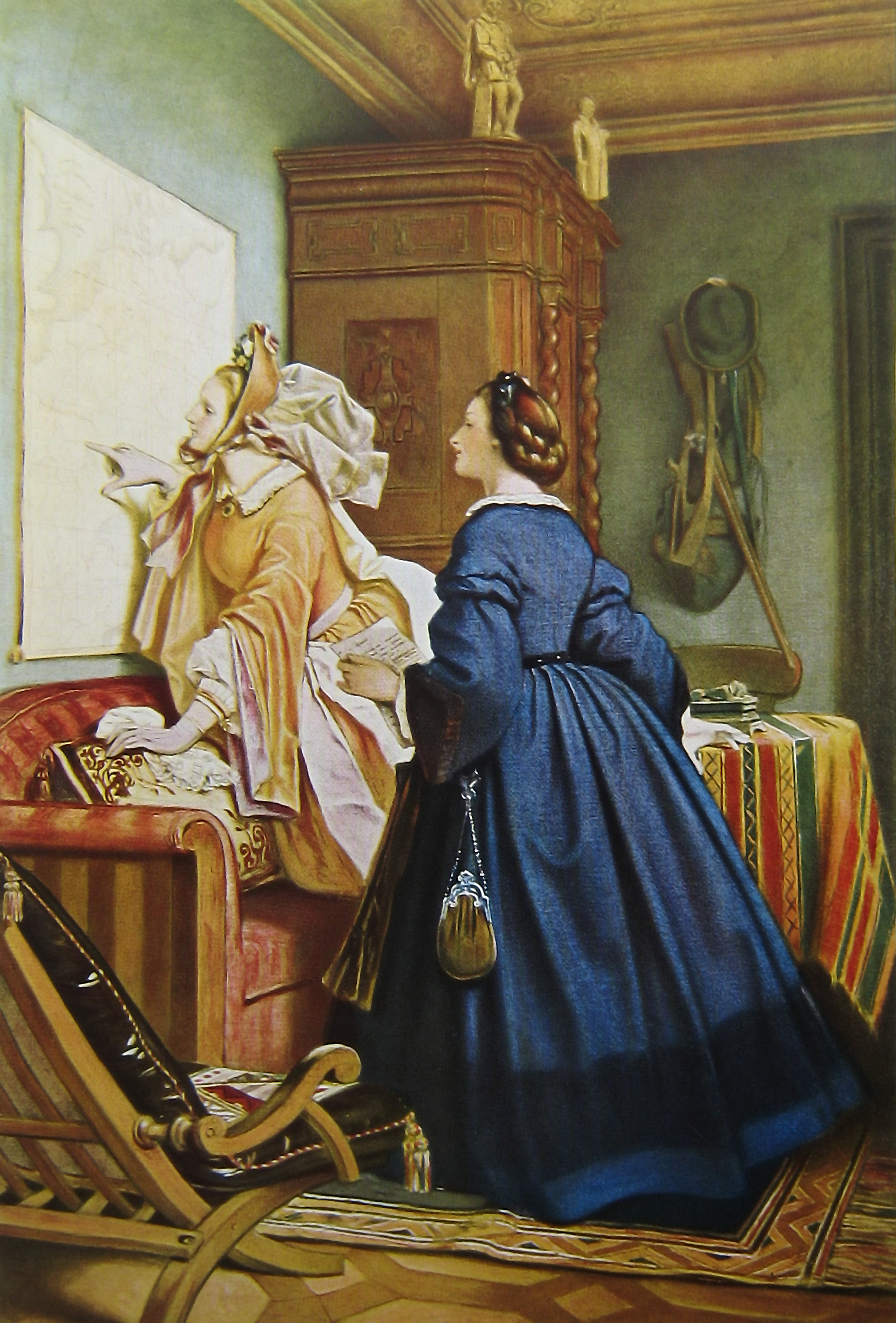
Der Besuch
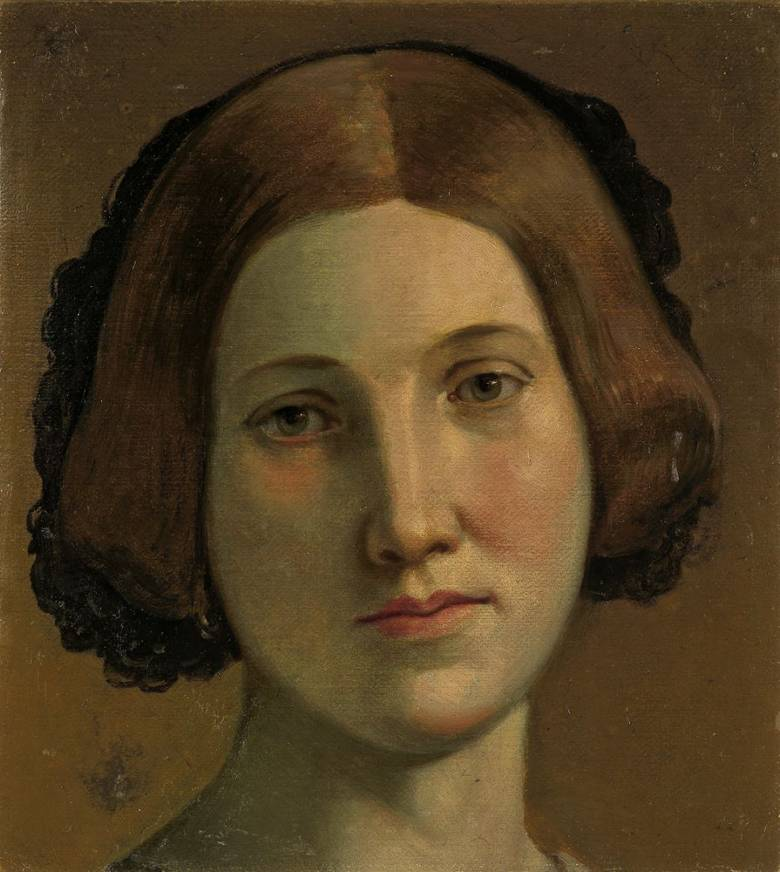
Frau
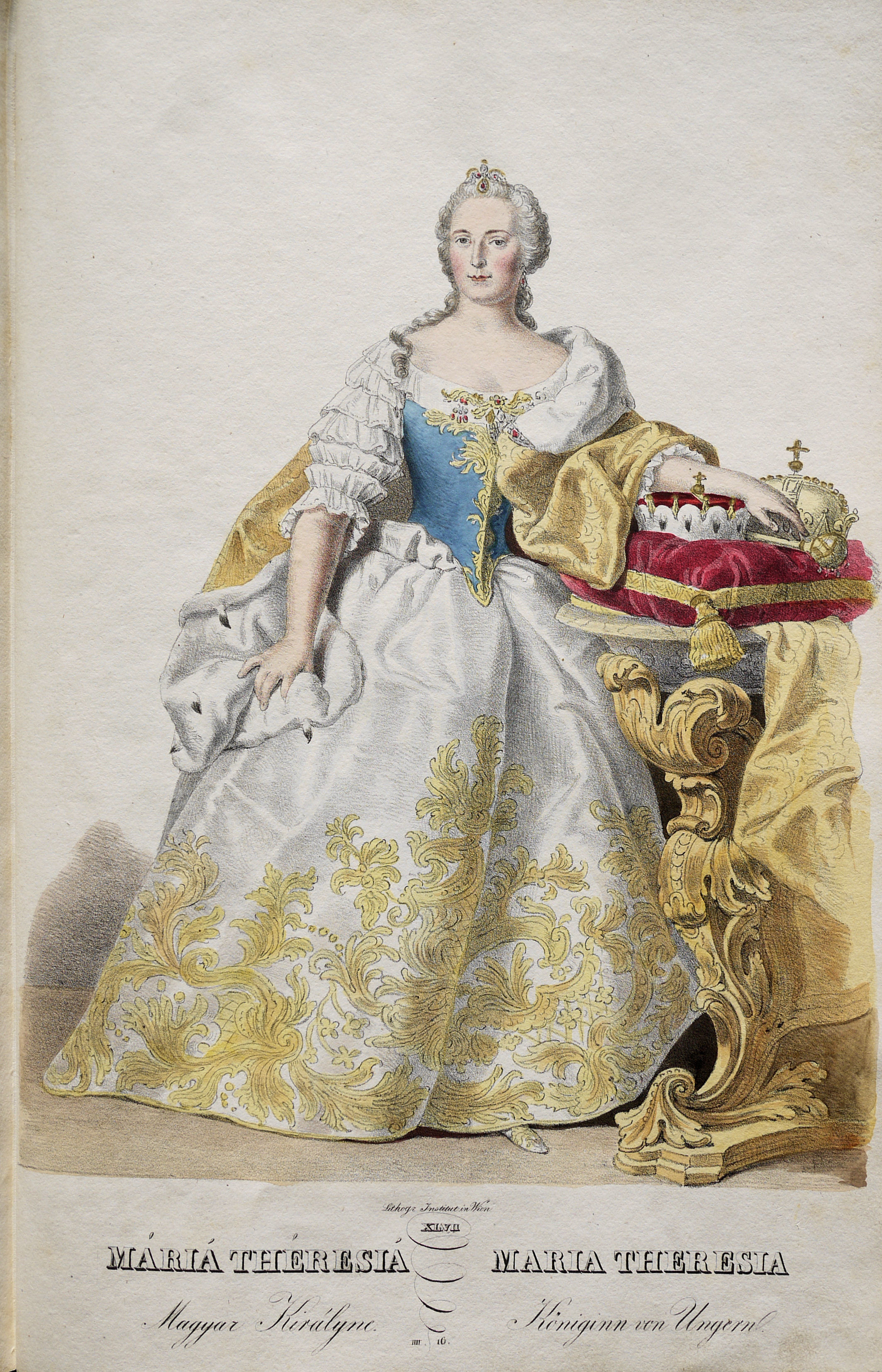
Maria Theresia
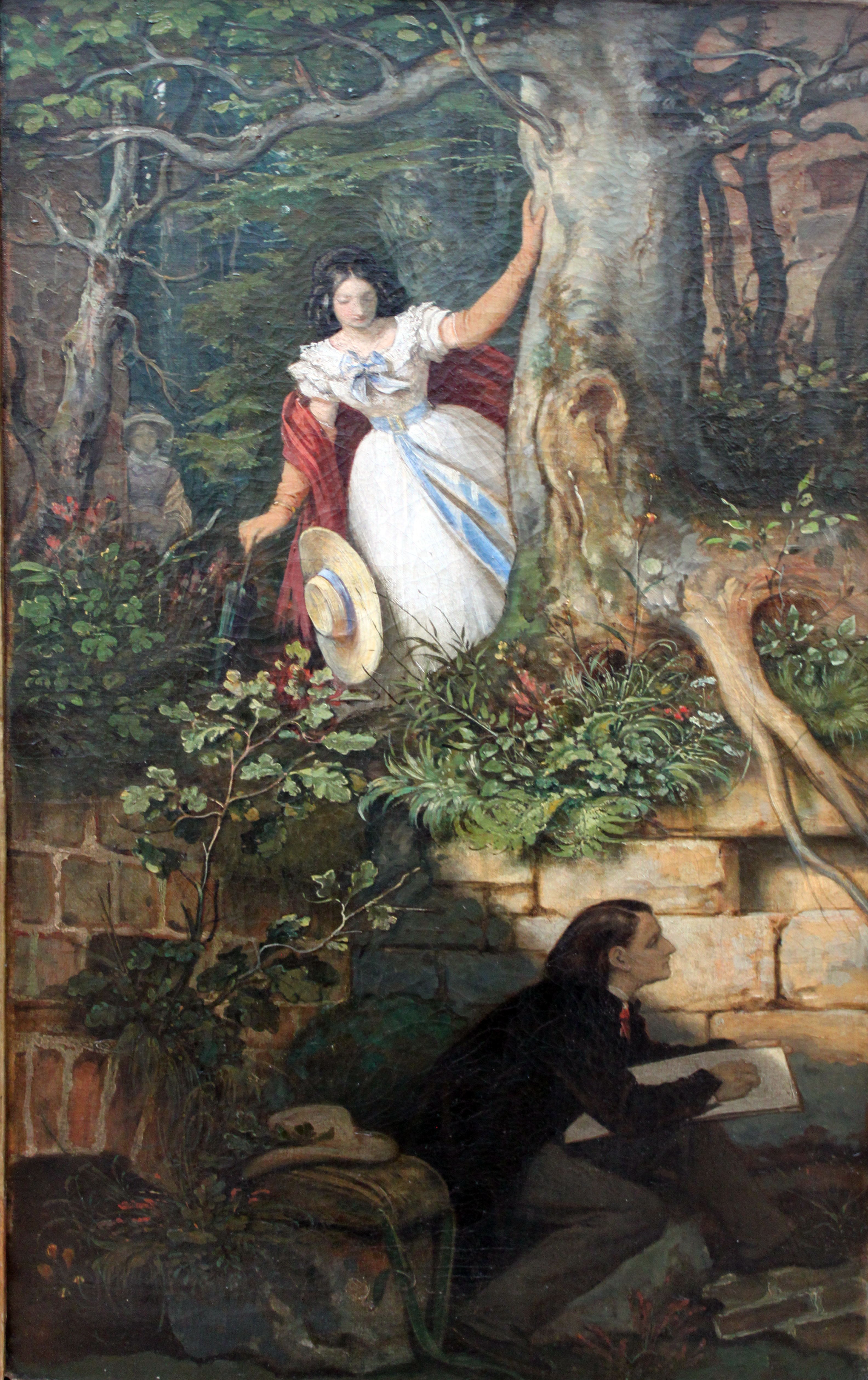
Schwind Abenteuer des Malers Joseph Binder
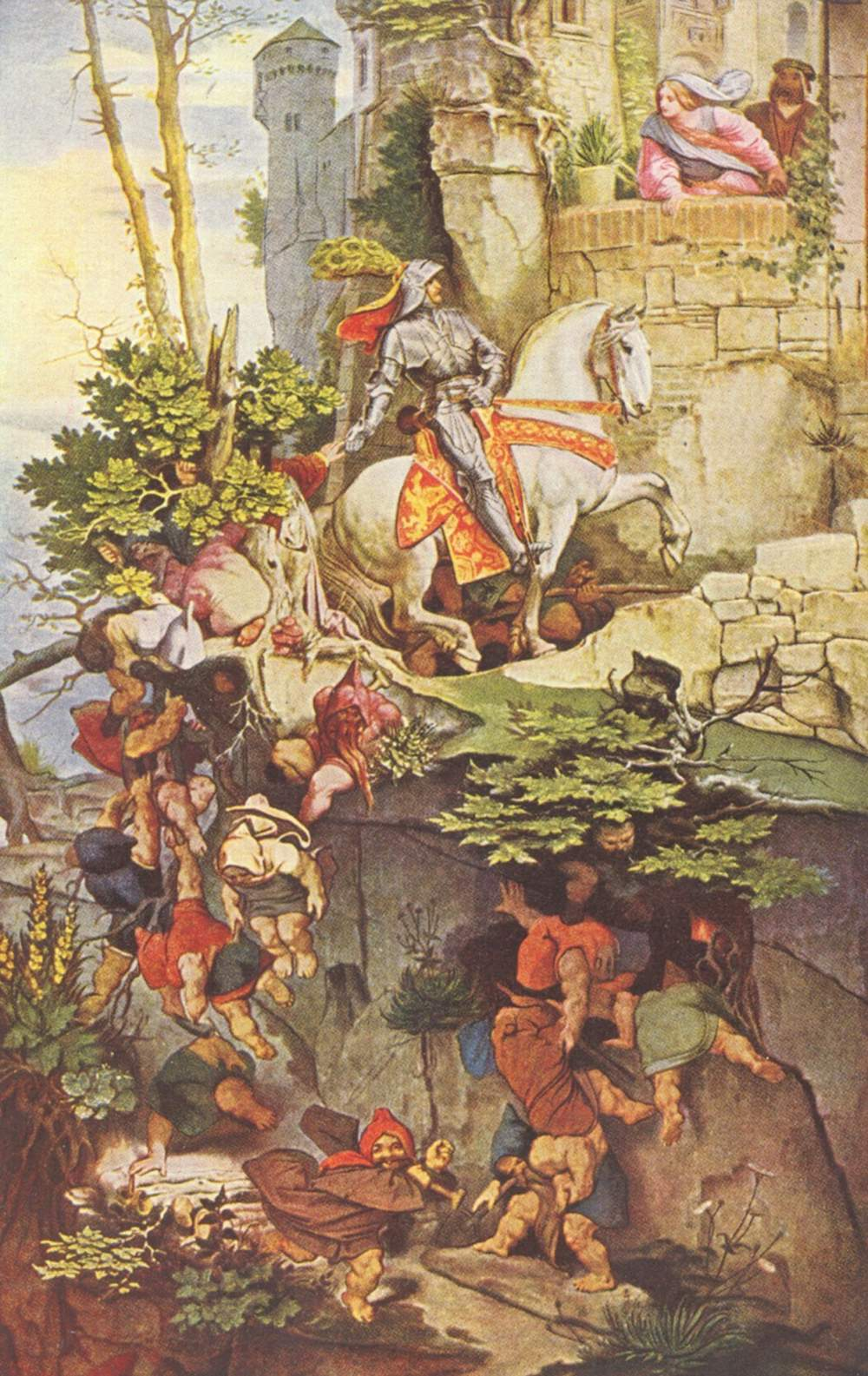